# Ivan Bakhar
Ivan Vassiliévitch Bakhar (en russe : Иван Васильевич Бахар ; en biélorusse : Іван Васілевіч Бахар) est un footballeur international biélorusse né le 10 juillet 1998 à Minsk. Il évolue au poste de milieu de terrain à l'Arsenal Toula.

## Biographie

### Carrière en club
Natif de Minsk, Ivan Bakhar est formé au sein de l'équipe locale du FK Minsk où il signe son premier contrat à l'âge de 14 ans et intègre l'équipe première du club lors de la saison 2014, faisant ses débuts en championnat le 29 novembre face au Dinamo Brest à l'âge de 16 ans, devenant alors le joueur le plus jeune à disputer un match de première division,. Il reste principalement dans les équipes de jeunes lors des deux saisons qui suivent, prenant notamment part à l'UEFA Youth League en fin d'année 2015.
Bakhar apparaît de manière régulière à partir de l'exercice 2017 avec 23 rencontres jouées en championnat tandis qu'il inscrit son premier but professionnel le 23 avril contre le Slavia Mazyr. Il connaît sa meilleure année en 2019, qui le voit disputer 29 matchs de championnat sur 30 et marquer sept buts. Il quitte finalement le FK Minsk à l'issue de son contrat en fin d'année 2019 et rejoint dans la foulée le Dinamo Minsk.

### Carrière internationale
Régulièrement appelé au sein des sélections de jeunes de la Biélorussie, Ivan Bakhar intègre pour la première fois la sélection A au mois de septembre 2019 sous les ordres de Mikhaïl Markhel et connaît sa première sélection le 6 septembre lors d'un match de qualification pour l'Euro 2020 contre l'Estonie.

## Statistiques
| Saison                | Club                  | Championnat           | Championnat | Championnat | Coupe(s) nationale(s) | Coupe(s) nationale(s) | Compétition(s) continentale(s) | Compétition(s) continentale(s) | Compétition(s) continentale(s) | Total | Total |
| Saison                | Club                  | Division              | M.          | B.          | M.                    | B.                    | Comp.                          | M.                             | B.                             | M.    | B.    |
| 2014                  | FK Minsk              | D1                    | 1           | 0           | -                     | -                     | -                              | -                              | -                              | 1     | 0     |
| 2015                  | FK Minsk              | D1                    | 2           | 0           | -                     | -                     | -                              | -                              | -                              | 2     | 0     |
| 2016                  | FK Minsk              | D1                    | 1           | 0           | -                     | -                     | -                              | -                              | -                              | 1     | 0     |
| 2017                  | FK Minsk              | D1                    | 23          | 2           | 1                     | 0                     | -                              | -                              | -                              | 24    | 2     |
| 2018                  | FK Minsk              | D1                    | 25          | 5           | 2                     | 0                     | -                              | -                              | -                              | 27    | 5     |
| 2019                  | FK Minsk              | D1                    | 29          | 7           | 2                     | 2                     | -                              | -                              | -                              | 31    | 9     |
| Sous-total            | Sous-total            | Sous-total            | 81          | 14          | 5                     | 2                     | -                              | -                              | -                              | 86    | 16    |
| 2020                  | Dinamo Minsk          | D1                    | 29          | 7           | 1                     | 0                     | C3                             | 1                              | 0                              | 31    | 7     |
| 2020                  | Dinamo Minsk          | D1                    | 18          | 4           | 1                     | 1                     | -                              | -                              | -                              | 19    | 5     |
| Total sur la carrière | Total sur la carrière | Total sur la carrière | 128         | 25          | 7                     | 3                     | -                              | 1                              | 0                              | 136   | 28    |